# Ioan Florin Tupilatu
Florin Ioan Tupilatu (n. 18 septembrie 1950, Ciurea, Iași, România) a fost un deputat român în legislatura 1990-1992, ales în județul Galați pe listele partidului Ecologist-SD. În cadrul activității sale parlamentare, Ioan Florin Tupilatu a fost membru în grupurile parlamentare de prietenie cu Regatul Thailanda, Republica Populară Chineză, Australia, Mongolia, Republica Coreea și Japonia. 

## Legături externe
- Sinteza activității parlamentare în legislatura 1990-1992 Arhivat în 30 noiembrie 2021, la Wayback Machine.